# Marcelino Elena
Marcelino Elena Sierra (Gijón, 26 settembre 1971) è un ex calciatore spagnolo, di ruolo difensore.

## Palmarès

### Club
- Supercoppa di Spagna: 1

Maiorca: 1998